# Менструальная чаша
Менструальная чаша (также менструальная чашечка, менструальный колпачок, менструальная капа от англ. menstrual cup) — средство интимной гигиены женщин — ёмкость или барьер, помещаемый во влагалище для сбора менструальных выделений. В отличие от тампонов или гигиенических прокладок, менструальная чаша не впитывает выделения, а накапливает их.
Существуют два типа менструальных чаш:
- мягкие гибкие одноразовые чаши, сделанные из полиэтилена и напоминающие контрацептив-диафрагму. Пример чаш такого типа — «Instead».
- второй, наиболее распространённый тип: чаша в форме колокола, сделанная из резины (латекса), медицинского силикона или термопластического эластомера (ТПЭ). Такие чаши являются многоразовыми и могут использоваться до 10 лет. Некоторые производители рекомендуют заменять чашу каждый год, другие — раз в 5—10 лет.

Мягкие одноразовые менструальные чаши могут использоваться во время сексуального контакта, однако они не являются контрацептивами. Силиконовые или латексные чаши в форме колокола следует извлечь перед сексуальным контактом.
Для некоторых женщин использование менструальных чаш сложнее использования тампонов. В 1995 году в ходе клинического исследования, в котором принимала участие 51 женщина, 23 женщины (45 %) признали менструальные чаши приемлемым гигиеническим средством.
В 2011 году в Канаде проводилось исследование методом случайной выборки с целью проверить, действительно ли менструальные чаши являются жизнеспособной альтернативой тампонам, и было обнаружено, что примерно 91 % женщин из группы заявили, что будут продолжать использовать чашку и рекомендовать её другим.

## Безопасность
Менструальные чаши безопасны при использовании согласно инструкции, никаких рисков для здоровья, связанных с ними, выявлено не было.

## Преимущества
Менструальные чаши могут использоваться до 10 лет. Некоторые производители рекомендуют, а также некоторые женщины предпочитают менять чаши каждые 5 лет. Чаши финансово выгоднее - начальные вложения в них больше, чем в другие гигиенические средства, однако они окупаются при длительном использовании. Из-за их многоразовой природы, при использовании менструальных чаш не нужно ничего выкидывать, кроме биологических выделений, что ведёт к сокращению количества мусора. Хлопок, используемый в большинстве тампонов и прокладок, отбелён, что тоже считается вредным для экологической обстановки т.к. оставляет следы диоксина на хлопке, который, в свою очередь, является канцерогеном. В среднем женщина использует за свою жизнь 11 тысяч тампонов и прокладок. Этот мусор вместе с упаковкой в итоге оказывается выброшенным на свалку. Чаши портативны ‐ во время поездок удобно брать с собой одну чашу вместо нескольких прокладок или тампонов. Так как менструальная чаша находится непосредственно внутри тела, при её использовании нет ощущения компресса, как при использовании гигиенических прокладок. Также нет и неудобств, которые может причинять хвостик от тампона, намокая после мочеиспускания. Чаша предотвращает ощущение сухости, которое могут создавать тампоны. Чаша может использоваться заранее, до начала менструации, что удобно для женщин с нерегулярным менструальным циклом. Использование чаш несёт меньше рисков для здоровья - так, не было найдено связей между случаями токсического шока и их использованием, а чаши из медицинского силикона гипоаллергенны и не влияют на микрофлору. Менструальная чаша вмещает больше жидкости, чем тампон. Они также незаметны под одеждой, при их использовании нет контакта с биологическими жидкостями и отсутствует их запах.

## Недостатки
Менструальная чаша требует навыков введения и извлечения. При неправильном введении она будет протекать. Во время манипуляций с чашей необходимо тщательно соблюдать гигиену, что не всегда возможно вне дома. Чаши требуют стерилизации между циклами, а для смены нужно иметь при себе воду для ополаскивания чаши.

## Размеры
Большинство брендов менструальных чаш продают менструальные чаши двух размеров: меньшего и большего. Меньший размер обычно рекомендуется женщинам до 30 лет или женщинам, которые не рожали естественным путем; больший — женщинам старше 30 лет, рожавшим естественным путем или страдающим обильными выделениями. Тем не менее, не было исследований, показывающих необходимость использования чашки другого размера в зависимости от возраста или состояния. Чашки ещё меньшего размера рекомендуются подросткам, а также женщинам и девочкам, которые более физически здоровы, поскольку тем, у кого более сильные мышцы тазового дна, чаша большего размера может показаться неудобной. Если шейка матки расположена особенно низко или наклонена, более подходящей может быть более короткая чашка. Ёмкость важна для женщин с обильными выделениями. Средняя менструальная чаша вмещает около 20 мл. Некоторые чашки имеют больший размер и вмещают 37—51 мл. Большинство размеров имеют большую ёмкость, чем обычный тампон, которая составляет 10—12 мл.
Менструальные чаши также различаются по жёсткости или гибкости. Некоторые компании предлагают различные уровни жёсткости своих чаш. Более твёрдые чашки легче открываются после введения и могут более плотно прилегать к стенке влагалища (предотвращая протечки), но некоторые женщины считают, что более мягкие чашки удобнее вводить.

## Материал
Менструальные чаши делают из силикона, который применяется в медицинской промышленности. Исключения — «Keeper», которые изготовляются из латекса, и «MeLuna», изготавливаемые из термопластичных эластомеров (TPE).

## Цвет
Менструальные чаши бывают как прозрачными, так и окрашенными в разные цвета.
В цветных чашах есть красители (сертифицированные), а в прозрачных — нет. Прозрачные чаши быстрее утрачивают свой первоначальный внешний вид — желтеют от выделений; на цветных желтизна не заметна: на белой прозрачной чаше очень хорошо видны все загрязнения, а значит, её проще поддерживать в чистоте.

## История
Менструальные чаши (колпачки) были впервые произведены в 1930-х годах и поступили в продажу в то же время, что и первые тампоны. В это раннее поствикторианское время дотрагиваться до своего влагалища не считалось приличным. Производители тампонов преодолели этот барьер, предлагая одноразовые аппликаторы, которые производятся и используются до сих пор. При использовании менструальных чаш нужен был подход «вручную», и в то время они приобретались только самыми либеральными женщинами.
Экономически тампоны являются более массовой продукцией, так как покупательницы должны приобретать их месяц за месяцем. Производители менструальных чаш, в отличие от производителей тампонов, не рассчитывают на повторную покупку удовлетворённым клиентом, а только на продажу их друзьям и родственникам. Такие темы не обсуждались в приличных компаниях в 1930-х годах. Продажи тампонов стремительно росли, были начаты большие рекламные кампании. Одноразовые продукты женской гигиены скоро превратились в необходимые принадлежности в западных культурах.
Менструальные чаши и многоразовые прокладки стали приобретать популярность в 1980-х годах, когда женщины начали искать экологически безвредные (и более дешёвые) альтернативы одноразовым продуктам. Сначала менструальные чаши изготавливались из натурального латекса, который является аллергеном, реакции на него могут варьировать от среднего раздражения, зуда и потливости до чувства покалывания и потери чувствительности. Современные чаши изготовлены из медицинского силикона, что обеспечивает механическую прочность и отсутствие аллергических реакций.